# Mikrosegmentacja (ekonomia)
Mikrosegmentacja (segmentacja wtórna) – procedura badawcza w marketingowej analizie rynku, gdzie dokonuje się podziału rynku narodowego, ewentualnie grupy krajów, na segmenty.
W mikrosegmentacji próbuje się wydzielić segmenty szczególnie atrakcyjne ze względu na m.in. zyskowność, chłonność, słabą pozycję konkurencji czy określone postawy potencjalnych nabywców. Mikrosegmentacja opiera się na źródłach wtórnych, a często także na badaniach pierwotnych. Niezależnie od obiektywnych metod podziałów (np. dotyczących wieku, dochodów czy zamieszkania), wykorzystuje się w niej kryteria subiektywne, dotyczące m.in. postaw, upodobań, zwyczajów czy preferencji.